# NOXAH
NOXAH（ノア）は、男性3人によるユニット。
所属はズー・ルムース。所属レーベルはGU-RECORDS、ユニバーサルミュージック合同会社。

## 概要
- バンド名：NOXAHとは?!「元々のNOAH(ノア)に本来は不必要なXを中央に置く事で、この世に必要の無いモノなど無く、誰もが必要な存在であると主張し、今のバンド名「NOXAH」になっている。
- 主に弟ヒロヒデが作詞作曲を行い、兄せいずぃー＆ぎゅーがその曲をよくアレンジする。

## メンバー
- ヒロヒデ　【本名：田村 英博（たむら ひでひろ）　1979年2月10日－】 ボーカル、ギター
- せいずぃー【本名：田村 征路（たむら せいじ）　　1972年6月24日－】 エレキギター
- ぎゅー　　【本名：柳生 大輔（やぎゅう だいすけ）1978年2月14日－】 ドラム、カホン、ピアノ

## サウンドクリエイター
- せいずぃー【田村 征路(たむら せいじ)】ギター、カホン

## 沿革
- 2009年11月3日、埼玉県蓮田市で行われた雅楽谷（うたや）MUSIC AWARDで優勝し、ユニバーサルミュージック傘下のポリドール・レコードでのメジャーデビュー[1] が決定。
- 2010年4月7日、ユニバーサルミュージックよりメジャーデビュー。
- 2010年4月THOUSANS OF SMILES～笑顔のわっか～ミニアルバムをリリース。
- 東京都足立区で、インターネット放送局「Cwave」を開局から参加し番組の楽曲も数曲制作し提供している。
- 2011年、東日本大震災復興のため、この年から各被災地へ慰問ライブを毎年行うようになる。
- 2011年、シングル「君の音（きみのね）」をリリース。
- 2011年、トヨタホームのオーナーズサイトにて、トヨタホーム応援ソング「MY SWEET HOME」が映像として掲載。
- 2012年8月21日、フジテレビお台場合衆国ステージにて出演。(同日、ゴールデンボンバー)
- 2013年3月6日、ユニバーサルミュージックよりシングルCD『暴れだす世界』をリリース。その週の有線weekly chart4位を獲得。
- 2013年10月、FM Nack5に出演。
- 2013年11月4日、ヒロヒデ＝NOXAHとして、新生NOXAH始動
- 2014年12月3日、ユニバーサルミュージックよりアルバムCD『FRIENDSHIP』をリリース。
- 2015年2月、東京マラソンEXPOステージに出演。
- 2016年、マラソンイベント、東京マラソン、蓮田マラソンなどの応援ソングでアルバムFRIEND SHIPから「ヒトツニナル」を提供する。
- 2017年、シングル「ラストモンスター」「手を挙げて」「ビーチフラッグ」「Baby」「クリスマスタイム」「愛している、I Love you」をリリース
- 2018年、シングル「ポケット」「さよならポケット」「DRIVER」をリリース。
- 2019年、シングル「24（トゥウェンティーフォー）」をリリース。ドライバー求人サイト「ドラEVER」とのコラボ《DRIVER》をリリース。
- 2021年、シングル「SUPERSTAR」をリリース。
- 2022年、シングル「はじめの一歩」をリリース。

## ディスコグラフィ

### シングル
インディーズ
|     | リリース      | タイトル      | c/w                      | 規格   |
| 1st | 2008年8月30日 | HAND-AID      | バイバイ/美しい樹の下で  | 12cmCD |
| 2nd | 2009年5月23日 | ラブナビ      | HIGH JUMP!!/遊びに行こう | 12cmCD |
| 2nd | 2009年5月23日 | 風            | micro/とどくまで         | 12cmCD |
| 3rd | 2010年9月11日 | MY SWEET HOME | ビーチフラッグ/days...   | 12cmCD |

メジャー
|     | リリース     | タイトル     | c/w        | 規格   |
| 1st | 2013年3月6日 | 暴れ出す世界 | ミライズム | 12cmCD |

### アルバム
インディーズ
|     | リリース       | タイトル | 規格   |
| 1st | 2004年6月24日  | 24       | 12cmCD |
| 2nd | 2009年11月14日 | パズル   | 12cmCD |

メジャー
ミニアルバム
|     | リリース      | タイトル                            | 規格   |
| 1st | 2010年4月7日  | THOUSANDS of SMILES〜笑顔のわっか〜 | 12cmCD |
| 2nd | 2014年12月3日 | FRIENDSHIP                          | 12cmCD |